# Grunewald (Nümbrecht)
Grunewald ist ein Ortsteil von Nümbrecht im Oberbergischen Kreis im südlichen Nordrhein-Westfalen innerhalb des Regierungsbezirks Köln.

## Lage und Beschreibung
Der Ort liegt zwischen den Nümbrechter Ortsteilen Oberelben im Norden und  westlich von Niederelben im Süden. Der Ort liegt an der Kreisstraße K55. Der Ort liegt in Luftlinie rund 3,5 km südwestlich vom Ortszentrum von Nümbrecht entfernt.

## Bus und Bahnverbindungen

### Bürgerbus
Haltestelle des Bürgerbuses der Gemeinde Nümbrecht.
Route:Lindscheid
- Niederelben-Lindscheid-Straße-Mildsiefen-Stranzenbach-Niederbreidenbach
- Alsbach-Oberelben-Nippes-Nümbrecht/Busbahnhof.

### Linienbus
Haltestelle: Grunewald
- 323 Nümbrecht Busbf.  (OVAG, Werktagsverkehr, bedingter Samstagsverkehr)
- 346 Nümbrecht Busbf., Schulzentrum  (OVAG, Werktagsverkehr)